# Pomniki w Szczecinie

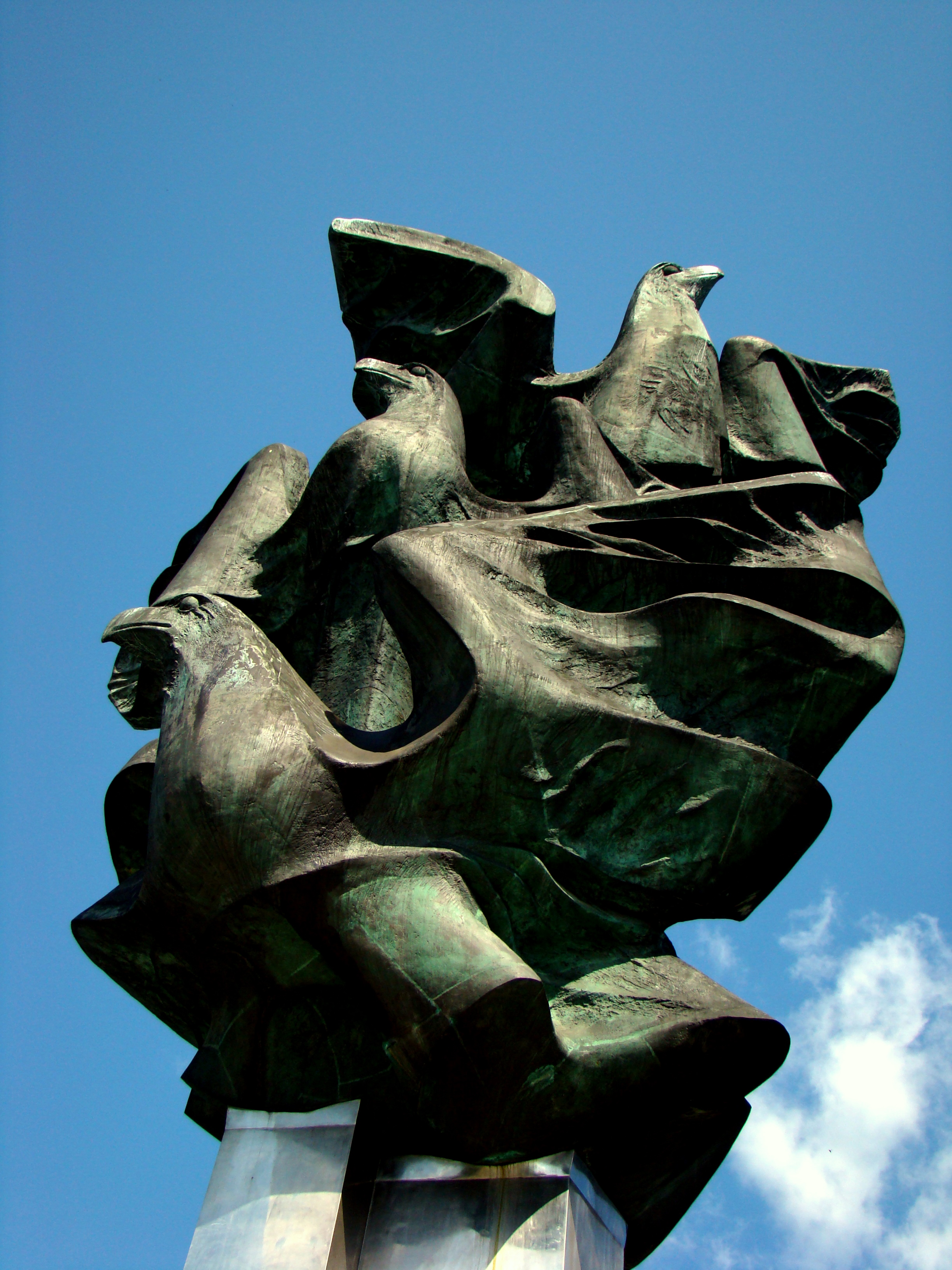
Pomnik Czynu Polaków

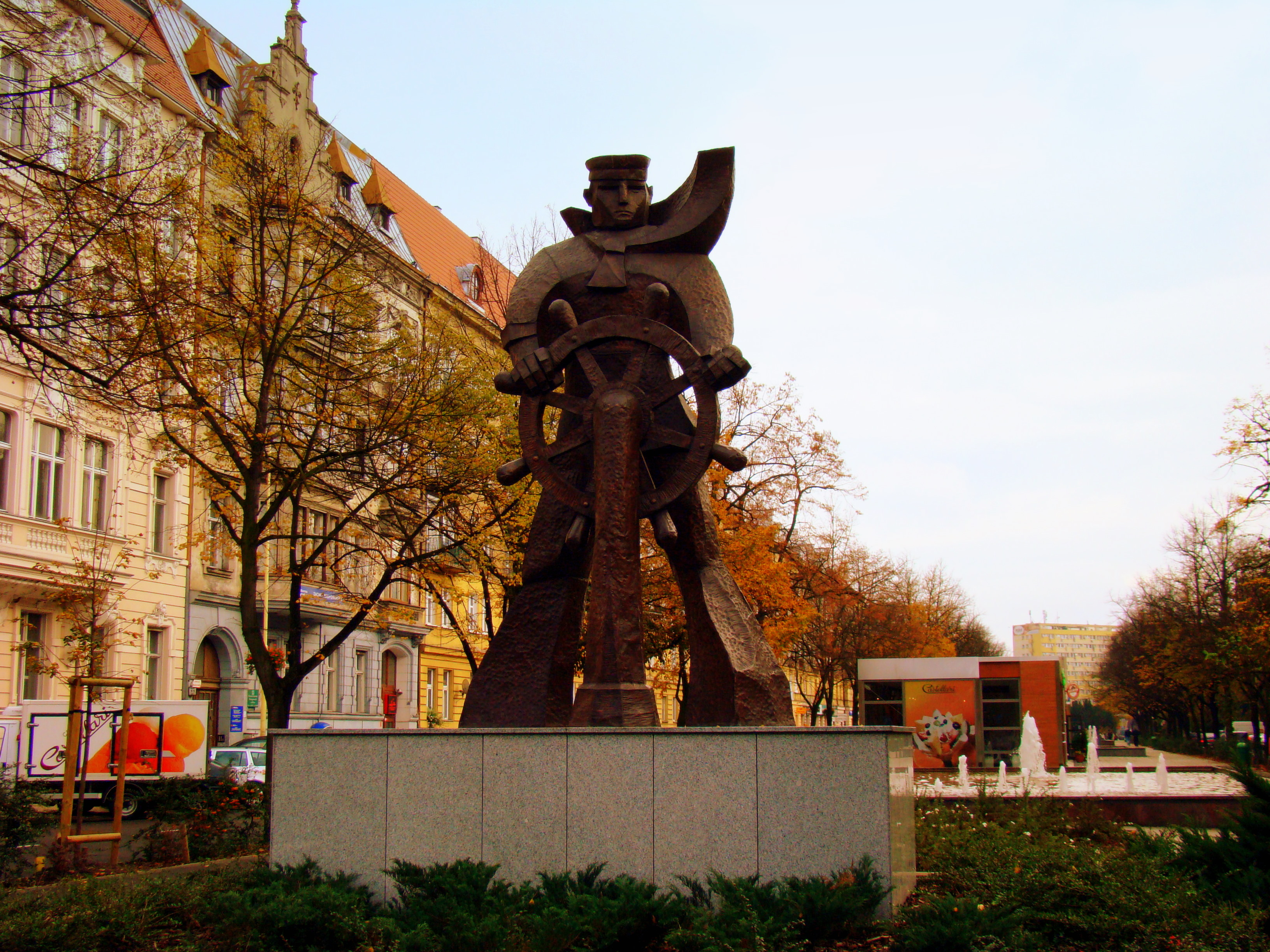
Pomnik Marynarza

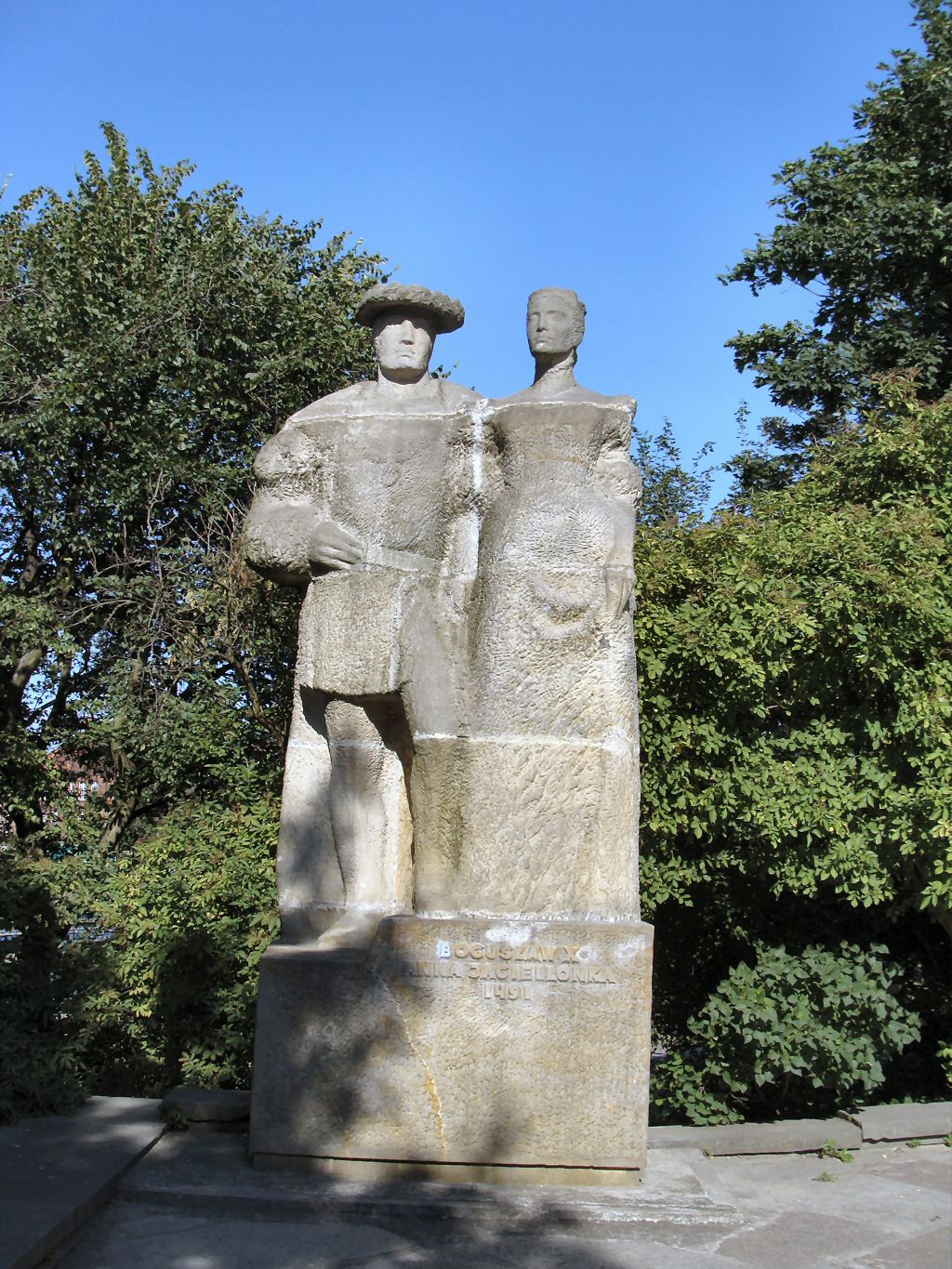
Pomnik księcia Bogusława X i jego żony królewny Anny Jagiellonki

Pomniki w Szczecinie – lista pomników wzniesionych w granicach Szczecina:

## Pomniki wzniesione do 5 lipca 1945
- Pomnik Matki Ziemi (Cmentarz Centralny),
- Pomnik Amfitryty,
- Pomnik Bartolomeo Colleoniego,
- Pomniki na Cmentarzu Centralnym w Szczecinie,
- Posąg Flory,
- Pomnik Fryderyka II Wielkiego,
- Pomnik Herkulesa walczącego z centaurem (Wały Chrobrego),
- Pomnik Poległych w I Wojnie Światowej Sportowców,
- Pomnik Samarytanina (ul. Unii Lubelskiej),
- Pomnik Sediny (pl.Tobrucki).
- Pomnik Wilhelma I

## Pomniki wzniesione po 5 lipca 1945
- Pomnik Adama Mickiewicza,
- Pomnik Bohaterów Stycznia ’71 [zdjęcie],
- Pomniki na Cmentarzu Centralnym w Szczecinie,
- Pomnik Chłopca Węgierskiego (Park Kasprowicza),
- Pomnik Czynu Polaków,
- Pomnik Floriana Krygiera, [zdjęcie],
- Pomnik Gryf z 1972, przed Urzędem Miasta, [zdjęcie],
- Pomnik Jana Czekanowskiego (Park Andersa)
- Pomnik gen. Józefa Hallera, [zdjęcie],
- Pomnik kapitana Kazimierza Haski,
- Pomnik kapitana Ludomira Mączki,
- Pomnik Kolejarza (ul. Kolumba),
- Pomnik Kornela Ujejskiego,
- Pomnik kota Umbriagi,
- Pomnik księcia Bogusława X i jego żony królewny Anny Jagiellonki,
- Pomnik Latarnika - 1987, (Park Żeromskiego),
- Pomnik Króla Maciusia I (ul. Rayskiego),
- Pomnik Krzysztofa Jarzyny ze Szczecina, [zdjęcie],
- Pomnik marszałka Józefa Piłsudskiego,
- Pomnik Marynarza,
- Pomnik Maszt ze statku s/s „Kapitan K. Maciejewicz”,
- Pomnik Michała Doliwo-Dobrowolskiego,
- Pomnik Niepodległości,
- Pomnik Ofiar Grudnia 1970,
- Pomnik Pamięci Tych, Którzy Zdobywali Szczecin
- Pomnik papieża Jana Pawła II (pl. Jasne Błonia),
- Pomnik „Poległym w Walce o Wyzwolenie Dąbia”,
- Pomnik Rodła na Placu Rodła,
- Pomnik Telesfora Badetki,
- Pomnik Wdzięczności dla Armii Radzieckiej
- Pomnik „Znak Zrywu Robotniczego"